# Суюндюково (Караидельский район)
Суюндюково (баш. Һөйөндөк) — деревня в Караидельском районе Республики Башкортостан Российской Федерации. Входит в состав Куртлыкульского сельсовета.

## География

### Географическое положение
Расстояние до:
- районного центра (Караидель): 57 км,
- центра сельсовета (Куртлыкуль): 7 км,
- ближайшей ж/д станции (Щучье Озеро): 102 км.

## История
В «Списке населенных мест по сведениям 1870 года», изданном в 1877 году, населённый пункт упомянут как деревня Сююндюкова 1-го стана Бирского уезда Уфимской губернии. Располагалась при речке Худайлазе, по правую сторону Сибирского почтового тракта из Уфы, в 75 верстах от уездного города Бирска и в 39 верстах от становой квартиры в селе Аскине. В деревне, в 94 дворах жили 624 человека (314 мужчин и 310 женщин, мещеряки), были мечеть, училище. Жители занимались пчеловодством.

## Население
| 2002 | 2009 | 2010 |
| ---- | ---- | ---- |
| 216  | ↘156 | ↗158 |

Национальный состав
Согласно переписи 2002 года, преобладающая национальность — татары (83 %).